# Дівінка (Новосибірська область)
Дівінка (рос. Дивинка) — селище у Болотнинському районі Новосибірської області Російської Федерації.
Входить до складу муніципального утворення Дівінська сільрада. Населення становить 763 особи (2010).

## Історія
Згідно із законом від 2 червня 2004 року органом місцевого самоврядування є Дівінська сільрада.

## Населення
| 2002 | 2007 | 2010 |
| ---- | ---- | ---- |
| 827  | ↗885 | ↘763 |